# 発表!全るーみっくアニメ大投票 高橋留美子だっちゃ
『発表！全るーみっくアニメ大投票 高橋留美子だっちゃ』（はっぴょう ぜんるーみっくアニメだいとうひょう たかはしるみこだっちゃ）は、NHK BSプレミアムにて放送された高橋留美子原作のアニメ作品についての特別番組。2019年11月16日18時30分から22時00分にかけて放送された。

## 概要
NHKの人気投票番組シリーズ「全○○大投票」の第4弾として、高橋留美子原作のアニメ作品全般（所謂「るーみっくアニメ」）を特集する。
番組特設サイトにおいて「あなたの好きな作品」「あなたの好きなキャラクター」「あなたの好きなエピソード」「あなたの好きな歌」の4つの部門で投票を募り、9月17日から11月4日までの1か月半の投票期間中に、210,061票が投じられた。
合計3時間半にわたる生放送番組では、ゲストの感想や解説、視聴者のコメントやツイートを織り交ぜつつ、各部門の集計結果がランキング形式で発表されたほか、視聴者がデータ放送のリアルタイム投票機能で選んだ名セリフをゲスト声優が演じる生アフレココーナーや、生歌コーナー、歴代エンディングCGアニメの変遷、アニメ制作の舞台裏を紹介するVTRパートも用意された。

## 出演者
- 司会：西川貴教（歌手・タレント）、小松宏司（NHKアナウンサー）
- ゲスト：中川翔子（タレント・歌手）、栗山千明（女優）、有野晋哉（お笑い芸人・よゐこ）、島本和彦（漫画家）、藤津亮太（アニメーション評論家）
- ゲスト声優：山口勝平（早乙女乱馬・犬夜叉・六道鯖人役）、日髙のり子（天道あかね・桔梗役）、平野文（ラム役）、島本須美（音無響子役）、古川登志夫（諸星あたる役）

## 投票結果

### 凡例
「キャラクター部門」「歌部門」のランキング表では、作品名を以下のように省略表記する。
- うる星 - うる星やつら
- めぞん - めぞん一刻
- らんま - らんま1/2
- 犬夜叉 - 犬夜叉
- RINNE - 境界のRINNE
- 人魚 - 人魚シリーズ
- 劇場 - 高橋留美子劇場
- 1ポンド - 1ポンドの福音
- 炎 - 炎トリッパー
- 標的 - 笑う標的
- 超女 - ザ・超女

### 作品部門
2019年9月までに発表されたアニメ作品が対象となる。
| 順位 | 作品名                                                              | 媒体 | 制作年 | 性別比(%)        | 性別比(%)        | 年齢層(%)        | 年齢層(%)        | 年齢層(%)        | 年齢層(%)        | 年齢層(%)        | 年齢層(%)        |
| 順位 | 作品名                                                              | 媒体 | 制作年 | 男性             | 女性             | ≦9               | 10-19            | 20-29            | 30-39            | 40-49            | 50≦              |
| ---- | ------------------------------------------------------------------- | ---- | ------ | ---------------- | ---------------- | ---------------- | ---------------- | ---------------- | ---------------- | ---------------- | ---------------- |
| 1    | 犬夜叉・犬夜叉 完結編                                               | TV   | 2000年 | 9.2              | 90.8             | 19.6             | 57.6             | 15.1             | 4                | 3.2              | 0.6              |
| 2    | らんま1/2・らんま1/2 熱闘編                                         | TV   | 1989年 | 19.6             | 80.4             | 12.5             | 32.9             | 37.6             | 16               | 0.8              | 0.2              |
| 3    | めぞん一刻                                                          | TV   | 1986年 | 73               | 27               | 4.5              | 16.1             | 15.9             | 44.3             | 17.3             | 1.8              |
| 4    | うる星やつら                                                        | TV   | 1981年 | 37.5             | 62.5             | 8.8              | 16.8             | 12.5             | 38.8             | 21.7             | 1.3              |
| 5    | うる星やつら2 ビューティフル・ドリーマー                            | 映画 | 1984年 | 64               | 36               | 2.8              | 12.3             | 15               | 34.5             | 33.3             | 2.1              |
| 6    | 境界のRINNE                                                         | TV   | 2015年 | 15.7             | 84.3             | 55               | 25.2             | 9.8              | 7                | 2.7              | 0.4              |
| 7    | らんま1/2 決戦桃幻郷! 花嫁を奪りもどせ!!                            | 映画 | 1992年 | （データ未発表） | （データ未発表） | （データ未発表） | （データ未発表） | （データ未発表） | （データ未発表） | （データ未発表） | （データ未発表） |
| 8    | うる星やつら 完結篇                                                 | 映画 | 1988年 | （データ未発表） | （データ未発表） | （データ未発表） | （データ未発表） | （データ未発表） | （データ未発表） | （データ未発表） | （データ未発表） |
| 9    | 犬夜叉 時代を越える想い                                             | 映画 | 2001年 | （データ未発表） | （データ未発表） | （データ未発表） | （データ未発表） | （データ未発表） | （データ未発表） | （データ未発表） | （データ未発表） |
| 10   | 犬夜叉 天下覇道の剣                                                 | 映画 | 2003年 | （データ未発表） | （データ未発表） | （データ未発表） | （データ未発表） | （データ未発表） | （データ未発表） | （データ未発表） | （データ未発表） |
| 11   | るーみっくわーるど① 炎(ファイヤー)トリッパー                        | OVA  | 1986年 | （データ未発表） | （データ未発表） | （データ未発表） | （データ未発表） | （データ未発表） | （データ未発表） | （データ未発表） | （データ未発表） |
| 12   | 犬夜叉 鏡の中の夢幻城                                               | 映画 | 2002年 | （データ未発表） | （データ未発表） | （データ未発表） | （データ未発表） | （データ未発表） | （データ未発表） | （データ未発表） | （データ未発表） |
| 13   | 人魚の森                                                            | OVA  | 1991年 | （データ未発表） | （データ未発表） | （データ未発表） | （データ未発表） | （データ未発表） | （データ未発表） | （データ未発表） | （データ未発表） |
| 14   | うる星やつら オンリー・ユー                                         | 映画 | 1983年 | （データ未発表） | （データ未発表） | （データ未発表） | （データ未発表） | （データ未発表） | （データ未発表） | （データ未発表） | （データ未発表） |
| 15   | 高橋留美子劇場 人魚の森                                             | TV   | 2003年 | （データ未発表） | （データ未発表） | （データ未発表） | （データ未発表） | （データ未発表） | （データ未発表） | （データ未発表） | （データ未発表） |
| 16   | らんま1/2 よみがえる記憶 (上・下巻)                                 | OVA  | 1994年 | （データ未発表） | （データ未発表） | （データ未発表） | （データ未発表） | （データ未発表） | （データ未発表） | （データ未発表） | （データ未発表） |
| 17   | らんま1/2 天道家 すくらんぶるクリスマス                             | OVA  | 1993年 | （データ未発表） | （データ未発表） | （データ未発表） | （データ未発表） | （データ未発表） | （データ未発表） | （データ未発表） | （データ未発表） |
| 18   | めぞん一刻 完結篇                                                   | 映画 | 1988年 | （データ未発表） | （データ未発表） | （データ未発表） | （データ未発表） | （データ未発表） | （データ未発表） | （データ未発表） | （データ未発表） |
| 19   | らんま1/2 熱闘歌合戦                                                | OVA  | 1990年 | （データ未発表） | （データ未発表） | （データ未発表） | （データ未発表） | （データ未発表） | （データ未発表） | （データ未発表） | （データ未発表） |
| 20   | うる星やつら 夢の仕掛人、因幡くん登場！ラムの未来はどうなるっちゃ!? | OVA  | 1987年 | （データ未発表） | （データ未発表） | （データ未発表） | （データ未発表） | （データ未発表） | （データ未発表） | （データ未発表） | （データ未発表） |
| 21   | 犬夜叉 紅蓮の蓬莱島                                                 | 映画 | 2004年 | （データ未発表） | （データ未発表） | （データ未発表） | （データ未発表） | （データ未発表） | （データ未発表） | （データ未発表） | （データ未発表） |
| 22   | うる星やつら3 リメンバー・マイ・ラブ                                | 映画 | 1985年 | （データ未発表） | （データ未発表） | （データ未発表） | （データ未発表） | （データ未発表） | （データ未発表） | （データ未発表） | （データ未発表） |
| 23   | うる星やつら4 ラム・ザ・フォーエバー                                | 映画 | 1986年 | （データ未発表） | （データ未発表） | （データ未発表） | （データ未発表） | （データ未発表） | （データ未発表） | （データ未発表） | （データ未発表） |
| 24   | らんま1/2 中国寝崑崙大決戦! 掟やぶりの激闘篇!!                      | 映画 | 1991年 | （データ未発表） | （データ未発表） | （データ未発表） | （データ未発表） | （データ未発表） | （データ未発表） | （データ未発表） | （データ未発表） |
| 25   | らんま1/2 シャンプー豹変！ 反転宝珠の禍                             | OVA  | 1993年 | （データ未発表） | （データ未発表） | （データ未発表） | （データ未発表） | （データ未発表） | （データ未発表） | （データ未発表） | （データ未発表） |
| 26   | 高橋留美子劇場                                                      | TV   | 2003年 | （データ未発表） | （データ未発表） | （データ未発表） | （データ未発表） | （データ未発表） | （データ未発表） | （データ未発表） | （データ未発表） |
| 27   | るーみっくわーるど③ 笑う標的                                        | OVA  | 1987年 | （データ未発表） | （データ未発表） | （データ未発表） | （データ未発表） | （データ未発表） | （データ未発表） | （データ未発表） | （データ未発表） |
| 27   | 人魚の傷                                                            | OVA  | 1993年 | （データ未発表） | （データ未発表） | （データ未発表） | （データ未発表） | （データ未発表） | （データ未発表） | （データ未発表） | （データ未発表） |
| 29   | らんま1/2 二人のあかね「乱馬、私を見て！」                          | OVA  | 1996年 | （データ未発表） | （データ未発表） | （データ未発表） | （データ未発表） | （データ未発表） | （データ未発表） | （データ未発表） | （データ未発表） |
| 30   | 1ポンドの福音                                                       | OVA  | 1988年 | （データ未発表） | （データ未発表） | （データ未発表） | （データ未発表） | （データ未発表） | （データ未発表） | （データ未発表） | （データ未発表） |

### キャラクター部門
| 順位 | キャラクター名 | 作品名 |
| ---- | -------------- | ------ |
| 1    | 犬夜叉         | 犬夜叉 |
| 2    | ラム           | うる星 |
| 3    | 殺生丸         | 犬夜叉 |
| 4    | シャンプー     | らんま |
| 5    | 早乙女らんま   | らんま |
| 6    | 音無響子       | めぞん |
| 7    | 早乙女乱馬     | らんま |
| 8    | 天道あかね     | らんま |
| 9    | 響良牙         | らんま |
| 10   | 日暮かごめ     | 犬夜叉 |
| 11   | 桔梗           | 犬夜叉 |
| 12   | 諸星あたる     | うる星 |
| 13   | 珊瑚           | 犬夜叉 |
| 14   | 久遠寺右京     | らんま |
| 15   | メガネ         | うる星 |
| 16   | 弥勒           | 犬夜叉 |
| 17   | 六道りんね     | RINNE  |
| 18   | 五代裕作       | めぞん |
| 19   | 真宮桜         | RINNE  |
| 20   | 神楽           | 犬夜叉 |
| 21   | りん           | 犬夜叉 |
| 22   | 藤波竜之介     | うる星 |
| 23   | ラン           | うる星 |
| 24   | 四谷           | めぞん |
| 25   | 雲母           | 犬夜叉 |
| 26   | 面堂終太郎     | うる星 |
| 27   | 蛇骨           | 犬夜叉 |
| 28   | 蛮骨           | 犬夜叉 |
| 29   | 鋼牙           | 犬夜叉 |
| 30   | コタツネコ     | うる星 |

### エピソード部門
うる星やつら・めぞん一刻・らんま1/2・犬夜叉・境界のRINNEのエピソードが対象となる。
| 順位 | うる星やつら                                       | めぞん一刻                                                                            | らんま1/2                                        | 犬夜叉                                 | 境界のRINNE                |
| ---- | -------------------------------------------------- | ------------------------------------------------------------------------------------- | ------------------------------------------------ | -------------------------------------- | -------------------------- |
| 1    | 第67話 君去りし後                                  | 第96話 この愛ある限り!一刻館は永遠に…!!                                               | 第9話 乙女白書・髪は女のいのちなの               | 完結編26話 明日へ                      | 第25話 ターゲットは桜      |
| 2    | 第98話 そして誰もいなくなったっちゃ!?              | 第94話 やったぜ!五代くん決死のプロポーズ!!                                            | 第1話 中国から来たあいつ!ちょっとヘン!!          | 第58話 すべては桃源郷の夜に 後編       | 第50話 桜の賭け            |
| 3    | 第180話 ダーリンのやさしさが好きだっちゃ…          | 第95話 ああ感動!指輪に込めたばあちゃんの愛                                            | 熱闘編113話 大変！あかねが入院した               | 第48話 出会った場所に帰りたい!         | 第75話 冥界の約束          |
| 4    | 第20話 ときめきの聖夜（後編）                      | 第1話 お待たせしました!私が音無響子です!!                                             | 熱闘編92話 乱馬はなびきの許婚？                  | 完結編8話 星々きらめきの間に           | 第1話 謎のクラスメート     |
| 5    | 第1話 うわさのラムちゃんだっちゃ！                 | 第8話 五代くんいけない絶叫やる時はやります!                                           | 熱闘編105話 乱馬がいないXmas                     | 完結編2話 神楽の風                     | 第48話 死神 桜！？         |
| 6    | 第218話 オールスター大宴会！うちらは不滅だっちゃ！ | 第87話 明日菜が妊娠?三鷹びっくり結婚宣言!!                                            | 熱闘編131話 一つ召しませ恋の桜餅                 | 完結編18話 人生の一大事                | 第24話 ラーメンかえ魂      |
| 7    | 第140話 ラムちゃん牛になる!?                       | 第92話 こずえちゃん結婚!五代の愛は永遠に?! 第93話 春の予感?ふたりの心は熱いトキメキ!! | 熱闘編21話 あかねの口びるを奪え                  | 完結編9話 冥界の殺生丸                 | 第63話 死神 乙女           |
| 8    | 第129話 死闘！あたるvs面堂軍団!!                   | 第92話 こずえちゃん結婚!五代の愛は永遠に?! 第93話 春の予感?ふたりの心は熱いトキメキ!! | 第15話 激烈少女シャンプー登場!ワタシ命あずけます | 第1話 時代を越えた少女と封印された少年 | 第64話 ウソと真実          |
| 9    | 第101話 みじめ！愛とさすらいの母!?                 | 第89話 結ばれぬ愛!五代と響子今日でお別れ?                                             | 熱闘編8話 危機一髪！死霊の盆踊り                 | 第13話 新月の謎 黒髪の犬夜叉           | 第68話 夢魔捕縛実習        |
| 10   | 第128話 スクランブル！ラムを奪回せよ!!             | 第15話 あぶない二人の人形劇!僕もうダメです 第27話 消えた惣一郎!?思い出は焼鳥の香り    | 熱闘編143話 いつの日か、きっと…                  | 第162話 殺生丸様と永遠に一緒           | 第4話 友だちからで良ければ |

### 歌部門
作品中で使用された主題歌・挿入歌・キャラクターソングが対象となる。
| 順位 | 曲名                   | 歌手名・キャラクター名 | 作品名 | 媒体 | 使用 |
| ---- | ---------------------- | ---------------------- | ------ | ---- | ---- |
| 1    | ラムのラブソング       | 松谷祐子               | うる星 | TV   | OP   |
| 2    | CHANGE THE WORLD       | V6                     | 犬夜叉 | TV   | OP   |
| 3    | じゃじゃ馬にさせないで | 西尾えつ子             | らんま | TV   | OP   |
| 4    | 悲しみよこんにちは     | 斉藤由貴               | めぞん | TV   | OP   |
| 5    | Grip!                  | Every Little Thing     | 犬夜叉 | TV   | OP   |
| 6    | 陽だまり               | 村下孝蔵               | めぞん | TV   | OP   |
| 7    | 乱馬ダ☆RANMA           | 乱馬的歌劇団御一行様   | らんま | TV   | ED   |
| 8    | 桜花爛漫               | KEYTALK                | RINNE  | TV   | OP   |
| 9    | 愛はブーメラン         | 松谷祐子               | うる星 | 映画 | ED   |
| 10   | Dearest                | 浜崎あゆみ             | 犬夜叉 | TV   | ED   |

## 関連番組
歴史秘話 全るーみっくアニメヒストリア
るーみっくアニメの歴史を『歴史秘話ヒストリア』の形式で紹介。
出演者
- 司会：渡邊あゆみ（NHKアナウンサー、『歴史秘話ヒストリア』初代案内役）

放送時間
- 本放送：BSプレミアム 2019年10月14日 16:10 - 17:00